# 8191 Mersenne
8191 Mersenne eller 1993 OX9 är en asteroid i huvudbältet som upptäcktes den 20 juli 1993 av den belgiske astronomen Eric W. Elst vid La Silla-observatoriet. Den är uppkallad efter den franske munken Marin Mersenne.
Asteroiden har en diameter på ungefär 3 kilometer.